# I Like It (canção de DeBarge)
"I Like It" é um hit single lançado no final de 1982 composto por Randy, Bunny e El DeBarge e interpretado pelo quinteto DeBarge, sendo lançado pelo selo Gordy da Motown. Foi o segundo single do segundo álbum de estúdio do grupo, All This Love.

## Paradas musicais
| Parada musical (1982)                        | Melhor posição |
| -------------------------------------------- | -------------- |
| Estados Unidos (Billboard Hot 100)           | 31             |
| Estados Unidos (Billboard R&B/Hip-Hop Songs) | 2              |

## Créditos
- Vocais principais por Randy DeBarge e El DeBarge
- Vocais de fundo por DeBarge (Bunny DeBarge, El DeBarge, Randy DeBarge, Mark DeBarge e James DeBarge)
- Produzido por El DeBarge e Iris Gordy
- Instrumentos:
  - Ollie Brown: bateria
  - Curtis Anthony Nolen: guitarra
  - Randy DeBarge: baixo elétrico
  - Mark DeBarge, George Bohannon, Ray Brown e Roy Popper: trompetes
  - El DeBarge: piano, teclado